# The Centre of the Heart
A The Centre of the Heart című dal a svéd Roxette első kimásolt kislemeze a Room Service című 7. stúdióalbumukról, mely 2001. március 19-én jelent meg. A dalt Per Gessle írta, mely egy elektro pop dal. Az eredeti demó változatot 1998. januárjában rögzítették a Have a Nice Day című album felvételein,és eredetileg erre az albumra is szánták. A dal videoklipjét a korábban több zenei videót is rendezett Jonas Åkerlund rendezte, és a valaha készített Roxette videók legdrágább klipje volt.
A dal a duó legnagyobb slágere lett hazájukban, négy hetet töltve a svéd kislemezlista élén. Spanyolországban is No1. sláger volt, azonban más európai slágerlistán csak mérsékelt siker volt. A kislemez B. oldalán az "Entering Your Heart" című dal mellett számos StoneBridge remix is szerepelt.

## Előzmények
A dalt Gessle írta, előző "Have a Nice Day" című stúdióalbumukra, melyet 1998. januárjában rögzítettek a spanyolországi Marbellan, az El Cortijo Stúdióban. Ez volt az egyetlen dal az a Room Service című albumról, ahol társproducerként Michael Ilbert közreműködött.

## Promóció
A dal hivatalos címe a "The Centre of the Heart" címet viseli, azonban több promóciós kislemez is megjelent mely a "The Centre of the Heart (Is a Suburb to the Brain)" címet kapta. Az albumon nem szereplő "Entering Your Heart" B. oldalas kislemezként jelent meg a legtöbb napvilágot látott kiadványon. Egy maxi kislemez is megjelent, melyen a svéd StoneBridge készített számos remixet, valamint a Jens Bjurman és Per Kalenius által készült "Yoga Remix" is felkerült a kislemezre.
A StoneBridge remixeket a Dance Dance Revolution videójátékban is felhasználták 2001 és 2002 között.
- Dance Dance Revolution 5thMix (PlayStation, alapvető lépésekkel)
- DDRMAX Dance Dance Revolution 6thMix (arcade és PlayStation 2, csak Japánban)[2]
- DDRMAX2 Dance Dance Revolution 7thMix (arcade)
- Dancing Stage EuroMix 2 (arcade, új lépésekkel)
- Dance Dance Revolution Extreme (arcade, kezdő lépésekkel is)

A Roxette február 23-án a svéd Melodifelstivalon is fellépett ahol előadták a dalt. A dal zenei videóját három nap alatt forgatták a kaliforniai The Madonna Inn-ben. Ez továbbra is a duó legdrágább videóklipje volt, meghaladva az 1991-es Joyride albumukról kimásolt Spending My Time című videójuk költségvetését.

## Sikerek
A dal Svédországban a legnagyobb sláger volt, és 4 egymást követő héten volt listaelső a kislemezlistán. A kislemezből 30.000 darabot adtak el hazájukban, így platina helyezést kapott a kislemez, az eladott példányszámok alapján. A dal Spanyolországban is sláger volt, ahol a 7. helyig jutott. A dal Finnországban benne volt a legjobb 20 között, és a 13. helyig sikerült jutnia. Top 30-as helyezett volt továbbá Ausztria, Belgium, Svájc, ahol a 28. helyen landolt. A dal nem jelent meg Írországban, és az Egyesült Királyságban.

## Megjelenések
Minden dalt Per Gessle írt.
- CD Single  Ausztrália EMI 8790312 ·  Európai Unió EMI 8791712

1. "The Centre of the Heart" – 3:22
2. "Entering Your Heart" – 3:59

- CD Single – Remixes (8792302)

1. "The Centre of the Heart" – 3:22
2. "The Centre of the Heart" (StoneBridge Club Mix Edit) – 3:37
3. "The Centre of the Heart" (StoneBridge Club Mix) – 7:49
4. "The Centre of the Heart" (Yoga Remix) – 3:29
5. "The Centre of the Heart" (StoneBridge Peak Hour Dub) – 6:36
6. "The Centre of the Heart" (StoneBridge More Vox Dub) – 6:36

## Slágerlista
| Slágerlista (2001)                 | Legjobb helyezések |
| ---------------------------------- | ------------------ |
| Ausztria (Ö3 Austria Top 40)       | 30                 |
| Belgium (Ultratop 50 Flanders)     | 21                 |
| Belgium (Ultratip Wallonia)        | 17                 |
| Finnország (Singlet Top 20)        | 13                 |
| Németország (Media Control Charts) | 31                 |
| Olaszország (FIMI)                 | 43                 |
| Hollandia (Single Top 100)         | 74                 |
| Polish Airplay (ZPAV)              | 41                 |
| Romania (Romanian Top 100)         | 3                  |
| Spain (AFYVE)                      | 7                  |
| Spanish Airplay (AFYVE)            | 1                  |
| Svédország (Sverigetopplistan)     | 1                  |
| Svájc (Schweizer Hitparade)        | 28                 |

| Slágerlista (2001)                  | Helyezés |
| ----------------------------------- | -------- |
| Romanian Singles (Romanian Top 100) | 51       |
| Swedish Singles (Sverigetopplistan) | 14       |

## Minősítések
| Ország           | Minősítés | Eladások |
| ---------------- | --------- | -------- |
| Svédország (GLF) | platina   | 30.000   |